# Karl Klingler
Karl Klingler (Strasburgo, 7 dicembre 1879 – Monaco di Baviera, 18 marzo 1971) è stato un violinista, compositore, insegnante conferenziere e musicologo tedesco.

## Biografia

### Primi anni
Karl Klingler era nato a Strasburgo, a quel tempo in Germania, quinto dei sei figli dei suoi genitori. Suo padre, Theodor Klingler (1845–1905), era un violista professionista che insegnava al Conservatorio di Strasburgo. Quando era ancora molto giovane Karl ricevette lezioni di violino dal padre, e poi dal collega di suo padre al conservatorio, Heinrich Schuster. Iniziò a dare concerti all'età di cinque anni. Nel 1897, terminati gli studi a Strasburgo, si trasferì a Berlino per frequentare l'Universität der Künste Berlin dove, all'età di 17 anni, studiò violino con Joseph Joachim, un insegnante stimolante e, molto presto, un caro amico personale. Per la composizione studiò con Max Bruch e Robert Kahn. Nel 1899, a soli 19 anni, vinse il Premio Nazionale di Composizione Mendelssohn.

### Primi successi
Entrò a far parte dei Berliner Philharmoniker nel 1901. Nel (o prima) 1904 fu nominato vice primo violino dell'orchestra "Zweite Konzertmeister", sotto Arthur Nikisch. Contemporaneamente suonava la viola nel "Joachim Quartet", fondato nel 1869 dall'amico ed ex insegnante Joseph Joachim. Di conseguenza acquisì un alto profilo tra i migliori musicisti di Berlino mentre aveva ancora poco più di 20 anni. Inoltre, ancora solo ventitreenne, nel 1903, insegnò in un corso di violino all'università, dove nel 1908 fu nominato professore ordinario e nel 1910 divenne "Professore del re di Prussia" (succedendo a Joseph Joachim). La carriera di insegnante di Klingler all'UdK durò più di 30 anni, concludendosi nel 1936. Oltre a esibirsi e insegnare, rivolse i suoi talenti alla composizione, producendo canzoni, musica da camera e un concerto per violino in mi maggiore che ebbe la sua prima esecuzione con la Filarmonica di Berlino nel 1907.
Riuscì anche a procurarsi un violino Stradivari – il "De Barreau" (1714) – che molti anni prima era stato di proprietà di Joachim. Durante gli anni prima della guerra ricevette ottime recensioni dalla critica, in particolare nel 1911 per un'esibizione, negli Stati Uniti, con il violoncellista gallese Arthur Williams e il pianista galiziano Artur Schnabel, del Triplo Concerto di Beethoven.
La sua carriera fu interrotta dallo scoppio, nel luglio del 1914, della prima guerra mondiale: fu chiamato a combattere. Verso la fine della guerra poté trasferirsi al lavoro musicale a sostegno delle truppe. Organizzava regolarmente serate musicali a casa sua in Sophienstraße (oggi Bellstraße), con altri musicisti come Korngold, Wilhelm Kempff ed Emil von Reznicek. Nel 1917 sposò Margarethe von Gwinner, figlia dell'aristocratico banchiere Arthur von Gwinner. Dal matrimonio nacquero quattro figli, Arthur, Wolfgang, Marianne e Charlotte, tra il 1918 e il 1926.

### Shinichi Suzuki
Nel 1920 Klingler fu cercato da un giovane musicista giapponese chiamato Shinichi Suzuki. Per i successivi otto anni Klingler insegnò a Suzuki, per i primi quattro anni studi e concerti, e per i successivi quattro musica da camera. Klingler aveva fatto sapere che normalmente non estendeva le sue attività alle lezioni private, e di conseguenza Suzuki divenne il suo unico allievo privato. In questo modo, Klingler ebbe un'influenza diretta e positiva sul metodo Suzuki di insegnamento del violino.

### Anni nazisti
Il cambio di regime, nel gennaio 1933, inaugurò un nuovo stile di governo invadente in Germania. Il razzismo e lo stridente antisemitismo che erano stati una caratteristica della propaganda nazista durante il decennio precedente furono progressivamente e rapidamente integrati nella vita quotidiana. Klingler non era naturalmente attratto dagli atteggiamenti nazisti e nel 1933 fu notato all'Università delle arti, dove insegnava ancora, per non avere l'abitudine di scambiare i saluti di "Heil Hitler". Sua moglie venne identificata come "mezza ebrea" ("Halbjüdin") e lui stesso come "coniato ebreo" (" jüdisch versippt "), che potrebbe essere stato un riferimento al suo maestro ebreo, il grande Joseph Joachim. Tuttavia riuscì a sostenere una carriera pubblica nella musica per diversi anni dopo l'avvento nazista. Partecipò alle attività della Fighting League for German Culture ("Kampfbund für deutsche Kultur (KfdK)"). Fu reclutato da Richard Strauss per un ruolo amministrativo di alto livello all'interno del Reichsmusikkammer ("Camera nazionale della musica"). In qualità di ex presidente della "Lega tedesca degli artisti da concerto", doveva aver avuto familiarità con la politica musicale politicizzata di queste e altre istituzioni basate sulla cultura quando si coinvolse in esse.
Nonostante avesse una carica all'interno dell'establishment musicale, venne sottoposto a crescenti pressioni politiche. Un esempio calzante fu il violoncellista Ernst Silberstein che era un membro del quartetto d'archi Klingler. Klingler ricevette una serie di avvertimenti e minacce da Joseph Goebbels, il ministro della propaganda, probabilmente supportati dalle comunicazioni di Herbert Gerigk, il massimo amministratore musicale della Germania nazista. Il violoncellista ebreo doveva essere sostituito. Klingler aveva incontrato Adolf Hitler, seppur brevemente, in un evento musicale organizzato dal presidente Hindenburg nel marzo 1934, e scrisse personalmente ad Adolf Hitler una lettera datata 22 novembre 1934, sperando che il leader apprezzasse il e le qualità tedesche del Klingler Quartet compreso il suo "violoncellista" ebreo. Silberstein continuò a suonare il violoncello nel quartetto fino alla sua ultima apparizione il 17 marzo 1936 nonostante l'opposizione del Ministero dell'Illuminismo Pubblico, grazie ad una successione di "Permessi Speciali" rilasciati dalla Camera della Cultura del Reich. Tuttavia, tra il 1933 e il 1936 le esibizioni del quartetto furono notevolmente ridotte di numero e le entrate furono più precarie rispetto a prima del 1933.
Il 9 marzo 1936, alla presenza di diversi studenti, Klingler protestò all'università quando scoprì che un busto del suo mentore (ebreo), Joseph Joachim, era stato rimosso. A quel punto la direzione dell'università gli propose il pensionamento anticipato: il suo pensionamento per "motivi di salute" fu accettato il 7 aprile 1936. Tra il 1º maggio 1936 e la fine della guerra percepì una modesta pensione di servizio civile. Fu probabilmente su raccomandazione del direttore dell'università, Fritz Stein, che subito dopo il suo pensionamento Klingler si recò all'estero con la moglie e le figlie, soggiornando per diversi mesi ad Arosa dove, secondo i ricordi condivisi in seguito dalla figlia, Charlotte von Contas, si fece crescere la barba per non farsi riconoscere.
Tornato in Germania, e sottoposto a un divieto di viaggio, andò in "emigrazione interna". Seppe dedicarsi alla composizione, producendo una grande opera per coro, solista e pianoforte. Strinse un'amicizia con il fisico Max Planck e i due si impegnarono in profonde discussioni su alcuni problemi di geometria. Tuttavia, Klingler non fu completamente cancellato dalla vita pubblica. Nel gennaio 1938 si esibì in trio con il fratello maggiore Fridolin Klingler e il flautista Gustav Scheck in una serata di musica da camera organizzata dalla Società Filarmonica di Brema. Nel maggio 1940 gli fu rilasciato un "Permesso speciale" per "motivi artistici" dall'Agenzia nazionale per la cultura, ma non è chiaro da fonti sopravvissute a cosa servisse. C'è una menzione in una fonte del suo essere stato "usato per l'intrattenimento delle truppe tanto necessario".
Nel 1943 la casa di famiglia a Berlino fu resa inabitabile da un raid aereo e i Klingler si trasferirono definitivamente nella piccola tenuta di campagna a Krumke, appena fuori Osterburg, che Margarethe aveva ereditato dopo la morte del padre nel 1931. Mentre vivevano lì, la scrivania di Karl Klingler venne perquisita dalla Gestapo ed egli fu interrogato sui suoi amici Max Planck ed Erich Vagts. La sua rubrica venne confiscata: conteneva i dettagli di contatto del figlio del suo amico Erwin Planck, che in quel periodo era stato condannato a morte per coinvolgimento in una cospirazione ampiamente denunciata per assassinare il leader. Secondo la testimonianza di ex funzionari del governo locale, la posta di Klingler divenne oggetto di monitoraggio della polizia mentre viveva a Krumke. Quando la guerra volgeva al termine gli venne spiccato un mandato d'arresto della Gestapo perché identificato come a "rischio di fuga", ma il mandato non poteva essere eseguito prima che l'area fosse invasa dalle forze alleate alla fine della guerra, formalmente nel maggio 1945.

### Anni del crepuscolo
Alla fine della guerra, la casa di famiglia a Krumke fu requisita e dovette essere lasciata libera, prima per ospitare i soldati statunitensi e poi quelli britannici. Nel giugno 1945 la regione era amministrata come parte della zona di occupazione sovietica. La tenuta di campagna fu definitivamente confiscata sotto gli auspici delle riforme agrarie del 1945 e fu convertita per essere utilizzata come sanatorio per la tubercolosi. I Klingler erano riusciti a trasferirsi brevemente in una piccola casa nella foresta, dopo aver salvato alcuni dei loro mobili. A giugno riuscirono a raggiungere la vicina Gartow dove furono sistemati in una casa di proprietà della famiglia von Bernstoff. Un mese dopo raggiunsero Kirchrode, nella parte meridionale di Hannover, dove si riunirono al figlio Wolfgang, da poco rilasciato dopo un periodo di prigionia di guerra. Anche l'altro figlio di Klingler, Arthur, era sopravvissuto. Ad Hannover Karl Klingler reclutò alcuni ex studenti, Agnes Ritter, Friedrich Hausmann e Otto Garvens, per riformare il quartetto d'archi Klingler, ma a quel punto lo stesso Karl Klingler aveva superato l'età della pensione.
Nell'autunno del 1949 Karl Klingler si trasferì con la sua famiglia da Hannover a Monaco di Baviera. Era ancora in grado di scrivere musica da camera e pubblicò anche alcuni libri di prosa su temi musicali. Ernst Silberstein era emigrato negli Stati Uniti e, sebbene continuassero a corrispondere, non si videro mai più. Karl Klingler morì pochi mesi dopo il suo 91º compleanno, il 18 marzo 1971. Fino a poco prima della sua morte continuò a suonare regolarmente sonate con la moglie e musica da camera con la famiglia e gli amici.

## Il Quartetto Klingler
Il Quartetto Klingler venne fondato nel 1905 con il preciso scopo di ricreare e preservare la qualità del suono e lo stile musicale del leggendario Joachim Quartet. I violinisti erano lo stesso Karl Klingler e il russo Josef Rywkind. Il fratello di Karl Klingler, Fridolin, suonava la viola e il "violoncellista" era il gallese Arthur Williams. Anche l'insegnante di Williams, Robert Hausmann, che aveva suonato per molti anni nel Joachim Quartet, fu reclutato come consulente, assicurando, con lo stesso Klingler, che l'approccio del quartetto rimanesse fedele a quello del Joachim Quartet, fin nei minimi dettagli. Durante la prima guerra mondiale il quartetto dovette essere sciolto perché due dei suoi quattro membri provenivano da paesi in guerra con la Germania.
Dopo il ritorno della pace, nel 1918, Klingler riprese la tradizione del Quartetto Klingler, ora con le parti di secondo violino prese da Richard Heber e con Max Baldner al violoncello. Il posto di Baldner fu preso da Francesco von Mendelssohn nel 1926. Proprio come il Joachim Quartet, che per le qualità del suo timbro e del suo stile era stato identificato come uno dei migliori quartetti al mondo, il suo successore spirituale, il Klingler Quartet, confermò il proprio status producendo alcune delle migliori registrazioni dell'epoca.
Gli anni del nazismo trovarono un altro "non ariano" nella sedia del violoncellista. Su invito del presidente Hindenburg, nel marzo 1934, il Klingler Quartet, comprendente il violoncellista Ernst Silberstein, si esibì alla presenza di Adolf Hitler. Nel 1936 Klingler rifiutò di sottomettersi alle pressioni per inserire un violoncellista "ariano" al posto di Silberstein, e l'ormai famoso Klingler Quartet "si sciolse".
Dopo la fine dei dodici anni nazisti rinacque con Klingler insieme a tre ex allievi, Agnes Ritter, Friedrich Hausmann e Otto Garvens. Tuttavia, con lo stesso Klingler oltre l'età della pensione, il quartetto non fu in grado di eguagliare le sue tradizioni prebelliche.

## Eredità
La musica da camera è stata il fulcro dell'eredità artistica di Karl Klingler. Ciò è evidente soprattutto dalle registrazioni prodotte dal Klingler Quartet tra il 1905 e il 1936, caratterizzate da un repertorio di base classico costruito intorno al periodo medio e successivi quartetti d'archi di Beethoven, ma estendendosi anche a compositori più recenti, in particolare Max Reger. In termini di interpretazione, l'obiettivo di Klingler era stato quello di continuare le qualità e le tradizioni stabilite dal Joachim Quartet. Il critico Alexander Berrsche credeva che ci fosse riuscito, descrivendo il quartetto come "uno dei pochi veri interpreti beethoveniani del nostro tempo" (eines der "wenigen echten Beethoven-Interpreten unserer Zeit"). Dopo la pubblicazione del saggio di Klingler "Sui fondamenti del violino" ("Über die Grundlagen des Violinspiels"), che è stato ristampato nel 1990 insieme ad alcuni testi aggiuntivi, la maggior parte delle edizioni di spartiti che ha pubblicato erano dei quartetti di Brahms. Alcuni dei suoi lavori di musica da camera, incluso il suo quintetto per pianoforte in mi bemolle maggiore, furono pubblicati durante la vita del compositore, alcuni addirittura ripubblicati. Dal 1979 la Fondazione Karl Klingler, istituita da Marianne-Migault Klingler per onorare suo padre, ha fornito borse di studio per sostenere la musica per quartetto d'archi.

## Fondazione Karl Klingler
La fondazione Karl Klingler è stata istituita nel 1979 per dare sostegno ai quartetti d'archi e per promuovere la formazione iniziale dei suonatori d'archi, applicando il metodo Suzuki sviluppato dall'ex allievo di Klingler, Shinichi Suzuki. La figlia di Karl Klingler, Marianne-Migault Klingler (1922-1991), creò la fondazione e fu la prima presidente.
La fondazione fornisce un veicolo per presentare il metodo Suzuki secondo cui "tutti" i bambini possono imparare a suonare il violino se iniziano presto, ricevono lezioni basate su un metodo migliore e da un insegnante migliore. Inoltre, il servizio all'umanità è la vocazione più alta e l'obiettivo più alto dello sforzo artistico, e il miglioramento della società umana deve sempre essere al centro degli obiettivi della fondazione.
Le prime edizioni del premio Karl Klingler String Quartet si sono tenute a Hannover nel 1979, 1981 e 1983. Tra i vincitori il Cherubini Quartet, lo Stuttgart Quartet e il Mannheim Quartet dalla Germania, il Guadagnini Quartet e il Fairfield Quartet dalla Gran Bretagna, e dalla Romania il Voces Quartet. Sono state assegnate borse di studio al tedesco Auryn Quartet e al polacco Voces Academia Quartet. Dopo una interruzione di alcuni anni la sesta edizione del premio è stata tenuta a Berlino nella Hochschule für Musik "Hanns Eisler": il premio è stato vinto dal Kuss Quartet tedesco e dai quartetti francesi Quatuor Johannes e Quatuor Diotima.